# Subligny, Manche
Subligny là một xã thuộc tỉnh Manche trong vùng Normandie tây bắc nước Pháp. Xã này nằm ở khu vực có độ cao trung bình 118 mét trên mực nước biển.